# Herslev (Lejre Kommune)
 For alternative betydninger, se Herslev. (Se også artikler, som begynder med Herslev)
Herslev er en landsby på Midtsjælland med 223 indbyggere  (2024). Herslev er beliggende i Herslev Sogn nær Roskilde Fjord tre kilometer nord for Gevninge, seks kilometer nord for Svogerslev og 10 kilometer vest for Roskilde. Byen tilhører Lejre Kommune og er beliggende i Region Sjælland.
Herslev Kirke ligger i Herslev.
Byen er også kendt for Herslev Bryghus, der blev grundlagt i 2004 og Friis Holm's Chokoladefabrik.